# 福岡県道790号黄金不知火線
福岡県道790号黄金不知火線（ふくおかけんどう790ごう こがねしらぬひせん）は、福岡県大牟田市を通る一般県道である。

## 概要
大牟田市黄金町1丁目から大牟田市不知火町1丁目に至る。
終点付近は片側1車線が確保され歩道も整備されているが、それ以外の区間は狭隘である。また、わずかながら一方通行規制の区間があるため、起点から終点へと車両でたどることができない。

### 路線データ
- 起点：福岡県大牟田市黄金町1丁目（福岡県道788号藤田上官線交点）
- 終点：福岡県大牟田市不知火町1丁目（国道208号交点）

## 地理

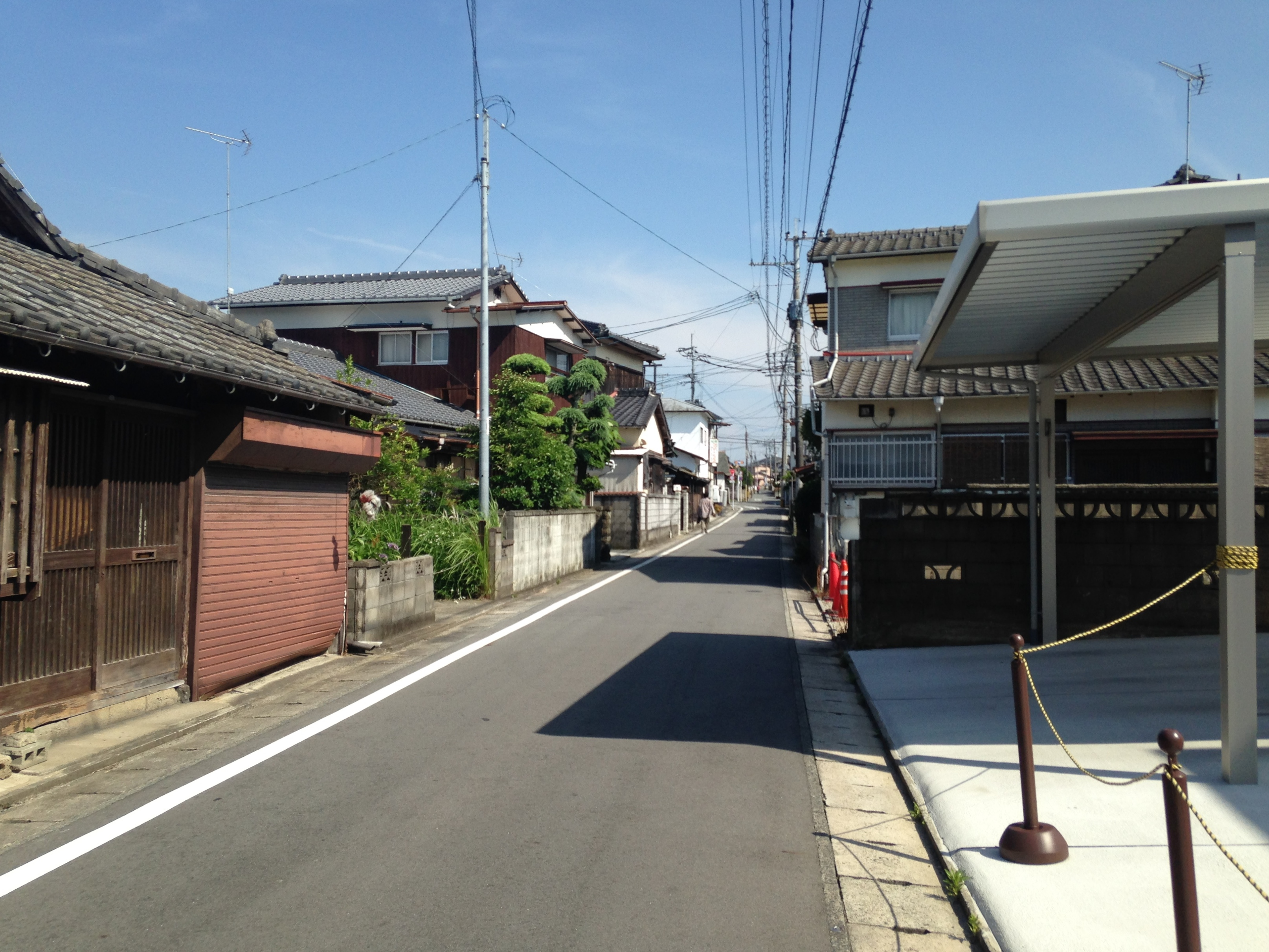
起点付近（起点方を望む）

### 通過する自治体
- 大牟田市

### 交差する道路
| 交差する道路            | 交差する場所  | 交差する場所               |
| ----------------------- | ------------- | -------------------------- |
| 福岡県道788号藤田上官線 | 黄金町1丁目   | 起点                       |
| 国道208号               | 不知火町1丁目 | 不知火町1丁目交差点 / 終点 |

### 沿線
- 御大典記念グラウンド（記念グラウンド）
- 延命公園
  - 大牟田市延命球場
  - 大牟田市動物園
  - 大牟田市延命プール
- 大牟田市立病院
- 大牟田税務署
- 大牟田市文化会館
- JR九州鹿児島本線・西鉄天神大牟田線 大牟田駅
- 大牟田市役所